# الطريق الوطني رقم 13 (الجزائر)
الطريق الوطني 13 (RN13)، طريق وطني جزائري، يربط العاصمة بالحدود الجزائرية المغربية على مستوى معبر بوشبكة، بطول حوالي 281 كم. يُكنى بـ«طريق الأطلس».

## تاريخ
تم تشييده عام 1909.

## المسار
مسار الطريق يمر بعدة مدن أهمها: أرزيو - وادي تليلات - زهانة - عين البرد - سيدي بلعباس - تلاغ - رأس الماء (سيدي بلعباس) - العريشة وينتهي بالحدود الجزائرية المغربية.
يمر بالولايات التالية:
- ولاية وهران
- ولاية سيدي بلعباس
- ولاية تلمسان